# Марков, Александр Маркович
Александр Маркович Марков (1916—1953) — полковник Советской Армии, участник советско-финской и Великой Отечественной войн, Герой Советского Союза (1940).

## Биография
Александр Марков родился 11 июня 1916 года в деревне Боровно (ныне — Окуловский район Новгородской области). В 1934 году переехал в Дмитров, где окончил десять классов школы. В августе 1936 года Марков был призван на службу в Рабоче-крестьянскую Красную Армию. В 1938 году он окончил Качинскую военную авиационную школу лётчиков.
Участвовал в боях советско-финской войны, будучи старшим лётчиком 42-го дальнебомбардировочного авиаполка 27-й дальнебомбардировочной авиабригады 7-й армии Северо-Западного фронта. За время своего участия в войне он совершил 25 боевых вылетов на бомбардировку скоплений финской боевой техники и живой силы, важных объектов противника. 25 февраля 1940 года во время боевого вылета на бомбардировку железнодорожной станции самолёт Маркова был подбит, лётчик получил сильные ожоги рук и лица, пять осколочных ранений и перелом ноги, однако сумел посадить самолёт на своей территории.
Указом Президиума Верховного Совета СССР от 7 апреля 1940 года за «мужество и героизм, проявленные в боях» младший лейтенант Александр Марков был удостоен высокого звания Героя Советского Союза с вручением ордена Ленина и медали «Золотая Звезда» за номером 298.
Участвовал в боях Великой Отечественной войны, 20 марта 1945 года получил тяжёлую травму позвоночника при посадке своего подбитого самолёта. За время войны совершил 186 боевых вылетов, сбив 4 вражеских самолёта лично и ещё 6 — в составе группы.
В 1946 году Марков окончил Высшие академические курсы при Военной академии Генерального штаба, в 1951 году — Военную академию имени М. В. Фрунзе. Скоропостижно скончался 8 октября 1953 года, похоронен на Ваганьковском кладбище (14 уч.).
Был также награждён орденами Красного Знамени, Отечественной войны 2-й степени, Красной Звезды, рядом медалей.
В честь Маркова назван микрорайон в Дмитрове